# لی دافی
لی دافی (انگلیسی: Lee Duffy؛ زادهٔ ۲۴ ژوئیهٔ ۱۹۸۲) بازیکن فوتبال اهل بریتانیا است.
از باشگاه‌هایی که در آن بازی کرده‌است می‌توان به باشگاه فوتبال رادکلیف بورو و باشگاه فوتبال روچدیل اشاره کرد.